# Cynarctoides
Cynarctoides è un genere estinto di mammiferi carnivori, appartenente ai canidi. Visse tra l'Oligocene medio e il Miocene medio (tra 30 e 15 milioni di anni fa). I suoi resti fossili sono stati ritrovati nella parte occidentale del Nordamerica. È l'unico canide in cui si suppone che la dieta fosse completamente erbivora.

## Descrizione
Questo animale era di piccole dimensioni, e doveva essere uno dei più piccoli canidi del suo tempo. Le numerose specie note di Cynarctoides non dovevano superare i 2 chilogrammi di peso, e le dimensioni non superavano probabilmente quelle di una mangusta. La particolarità di Cynarctoides risiedeva nella dentatura: i molari di questo animale, infatti, erano dotati di strutture simili a creste che si rinvengono solitamente solo nei mammiferi erbivori (come mucche e pecore). Questa dentatura è nota come selenodonte.

## Classificazione
Cynarctoides prende il nome da Cynarctus, un altro canide estinto vissuto pochi milioni di anni dopo in Nordamerica. Benché simili fra loro, Cynarctus e Cynarctoides possedevano differenze sostanziali nella dentatura. Cynarctoides fa parte della sottofamiglia dei borofagini, un gruppo di canidi che si specializzarono verso una dieta simile a quella delle attuali iene. Un suo stretto parente era Phlaocyon, di aspetto simile a quello di un procione.  Si conoscono numerose specie di Cynarctoides: le più antiche (C. lemur e C. roii) apparvero nell'Oligocene medio; nel Miocene inferiore vi fu una notevole radiazione evolutiva di questo genere, con specie quali C. harlowi, C. luskensis, C. gawnae, C. whistleri e C. emryi. L'ultima specie, C. acridens, scomparve nel Miocene medio.

### Specie
- Cynarctoides acridens Barbour & Cook 1914 (sin. Cynarctus mustelinus) - Wyoming, California, Nuovo Messico, Texas, ~20.6—16.3 Ma
- Cynarctoides emryi Wang et al. 1999 - Nebraska ~20.6—16.3 Ma
- Cynarctoides gawnae Wang et al. 1999 - New Mexico ~20.3—5.3 Ma
- Cynarctoides harlowi Loomis 1932 - Wyoming  ~24.8—20.6 Ma
- Cynarctoides lemur Cope 1879 - Oregon, Dakota del Sud, Florida ~24.8—20.6 Ma
- Cynarctoides luskensis Wang et al. 1999 - Wyoming ~24.8—20.6 M
- Cynarctoides roii Macdonald 1963 - Dakota del Sud, Nebraska ~30.8—26.3 Ma

## Paleobiologia
Cynarctoides possedeva una dentatura simile a quella dell'attuale bassarisco (Bassariscus astutus), un procionide onnivoro, ma possedeva anche molari simili a quelli degli erbivori. Cynarctoides fu l'unico tra i caniformi a sviluppare una dentatura selenodonte. La dieta completamente erbivora, tra i carnivori, è nota solo per il panda gigante, ma si suppone che anche Cynarctoides potesse essere un erbivoro vero e proprio.